# Каспар Давид Фридрих
Каспар Давид Фридрих (на немски: Caspar David Friedrich) е германски художник, един от най-изявените представители на романтизма. Най-прочути са алегоричните му пейзажи от средния период в творчеството му, в които са включени замислени силуети на фона на нощно небе, утринна мъгла, безплодни дървета или готически руини. Главният му интерес като художник е съзерцаването на природата. Неговите често символични и анти-класически творби се стремят да придадат личен, емоционален отговор на естествения свят. Картините на Фридрих поставят човека в умалена перспектива насред обширни пейзажи, в които фигурите са смалени до размер, който, според историка Кристофър Джон Мъри, кара „гледащия да се взре към метафизичните им измерения“.
Фридрих е роден на 5 септември 1774 г. в Грайфсвалд (Шведска Померания) и там започва обучението си като младеж. Учи в Копенхаген до 1798, когато се установява в Дрезден. Израства в период, през който в Европа нараства разочарованието от материалистическото общество, което води до изпъкване на духовността. Тази смяна на идеалите често се изразява в преоценка на естествения свят и творци като Фридрих, Джоузеф Търнър и Джон Констабъл започват да изобразяват природата като „божествено творение, противопоставено на хитростта на човешката цивилизация“.
Творбите на Фридрих му донасят признание още в ранните му години и съвременниците му като френския скулптор Давид Д'Анжер говорят за него като за човек, открил „трагедията на пейзажа“. Въпреки това картините му стават непопулярни през последните му години и той умира в нищета и според думите на историка Филип Милър „полулуд“. С приближаването на Германия към модернизацията в края на XIX век се заражда ново усещане в изкуството и на замислените изображения на Фридрих се гледа като на продукт на отминала епоха. В началото на XX век той отново излиза на преден план, като през 1906 г. е организирана изложба на 32 негови картини и скулптури в Берлин. През 20-те години експресионистите преоткриват неговото творчество, а през 30-те и началото на 40-те сюрреалистите и екзистенциалистите често черпят идеи от тях. Възходът на нацизма в началото на 30-те също води до нарастване на популярността на Фридрих, но това е последвано от силен упадък, тъй като картините му започват да се асоциират с нацисткото движение като погрешно им се придава националистки аспект.

## Биография

### Семейство и ранни години
Каспар Давид Фридрих е роден на 5 септември 1774 г. в Грайфсвалд, който от 1630 до 1815 г. принадлежи на Швеция. Той е шестото от десет деца в лутеранското семейство на Адолф Готлиб Фридрих и Софи Доротея Бехли. Баща му е производител на свещи и сапун. Сведенията за финансовото състояние на семейството са противоречиви; според едни децата са имали частни учители, а според други са живеели сравнително бедно. Родителите му произхождат от Нойбранденбург, докъдето той по-късно често пътува. Майка му умира още през 1781 г. По-късно същата година сестра му Елизабет също почива, а през 1791 г. още една от сестрите му, Мария, умира от тиф. Без съмнение обаче най-травмираща е смъртта на по-малкия му брат Йохан Кристофър през 1787 г. – 13-годишният Каспар Давид вижда как брат му пропада в леда на замръзнало езеро и се удавя. Според някои от сведенията Йохан загива, докато се опитва да помогне на Каспар, който също е в опасност.
През 1790 г. в университета в Грайфсвалд (чийто департамент по изкуствата е кръстен на него) той взема първите си уроци по рисуване при Йохан Готфрид Куисторп, който предава на младия Фридрих въодушевлението си от пейзажа и красотата на своята родина. Куисторп води студентите си на екскурзии, за да рисуват на открито, което от рано подтиква Фридрих към скициране в естествена среда. Чрез Куисторп Фридрих се запознава и впоследствие е силно повлиян от теолога Людвиг Готхарт Козегартен, който проповядва, че природата е откровение на Господ. Куисторп запознава Фридрих и с работата на немския художник от XVII век Адам Елсхаймер, чийто творби често съдържат религиозни теми, доминирани от пейзажа, както и нощни теми. В този период той учи и литература и естетика при шведския професор Томас Торилд. Четири години по-късно, през 1794 г., Фридрих е приет в престижната Кралската академия по изкуства в Копенхаген. Там той започва да прави копия на антични скулптури, след което продължава да рисува от живота. В Копенхаген младият художник има достъп до Кралската картинна галерия и колекцията ѝ от нидерландски пейзажи от XVII век. В Академията той учи при Кристиан Аугуст Лоренцен и пейзажиста Йенс Юел. Те са силно повлияни от движението Бурни устреми и представляват средното положение между драматичната наситеност и експресивния маниер на развитата романтична естетика и отслабващия неокласически идеал. Водещо е настроението, а идеите са почерпени от източници като исландската легенда за Еда, поемите на Осиан и скандинавската митология.
Фридрих се установява за постоянно в Дрезден през 1798 г. В този ранен период той експериментира в печатната графика чрез офорт и в ксилографския дизайн. До 1804 г. той създава 18 офорта и четири гравюри на дърво; те са в малък тираж и са предназначени за приятели. Въпреки тези отклонения, Фридрих работи основно с туш, акварел и сепия. С изключение на няколко ранни произведения като „Пейзаж с руини на храм“ (1797) не работи с маслени бои, докато не се налага като име в художествените среди. Любимата му тема са пейзажите, вдъхновени от честите пътувания, които започват през 1801 г., когато заминава за балтийското крайбрежие, Бохемия, Кърконоше и Харц. Основно стъпили върху пейзажи от Северна Германия, картините му показват гори, хълмове, пристанища, утринна мъгла и други светлинни ефекти, внимателно наблюдавани в природата. Тези творби са моделирани по скици и проучвания, направени на сценични места, като например скалите на Рюген, околностите на Дрезден и на Елба. Скиците са направени почти единствено с молив и дори имат топографска стойност. Въпреки всичко фините атмосферни ефекти, характерни за картините му от средния период, са творение изцяло от паметта му. Тези ефекти се получават от изобразяването на светлината и отраженията на Слънцето и Луната в облаците и водата; оптически феномен при балтийското крайбрежие, който преди това не е рисуван толкова подробно.

### Преместване в Дрезден
Фридрих затвърждава репутацията си като през 1805 г. печели награда на конкурса във Ваймар, организиран от Гьоте. По това време конкурсът привличал предимно посредствени и отдавна забравени художници, които представят смесица от неокласически и псевдогръцки стилове. Лошите творби започнали да се отразяват на репутацията на Гьоте и затова, когато Фридрих се включва с две сепия рисунки – „Утринна процесия“ и „Рибар край морето“ – поетът ентусиазирано пише: „Трябва да оценим находчивостта на художника в тази рисунка честно. Тя е добре направена, процесията е точна и подходяща... неговата трактовка е комбинация между решителност, прилежност и изисканост... находчивият акварел... също трябва да се отбележи“.
Фридрих завършва първата си голяма картина през 1807 г., когато е на 34. „Кръстът в планините“, които днес е известен като „Олтарът в Дечин“ (Галерия на новите майстори, Дрезден), е олтарен панел, поръчан от графинята на Тун за фамилния параклис в Дечин, Бохемия. Това е една от малкото поръчки, които художникът изобщо получава. Панелът изобразява Христовото разпятие в профил на върха на планина, сам насред природата. Кръстът достига най-високата точка в картината, но е представен под ъгъл и от далечна гледна точка, което е необичайно за сцените с разпятие в западното изкуство. Природата е доминираща в картината и за първи път в християнското изкуство олтарната творба е пейзаж. Според специалиста Линда Сигел, замисълът на творбата е „логическият климакс на много от ранните му рисунки, които показват кръст сред природата“.
Картината е изложена за първи път на Коледа 1808 г. Въпреки предимно хладния прием това е първата картина на Фридрих, която добива обществена известност. Приятелите на автора публично защитават творбата, а критикът Базил фон Рамдор пише дълга статия, в които отхвърля употребата на пейзажа в подобен контекст. Рамдор поначало оспорва концепцията, че чистият пейзаж би могъл да предаде изрично някакъв смисъл. Фридрих отговаря с програма описваща неговите намерения. В свой коментар от 1809 г. Фридрих сравнява лъчите на залязващото слънце със светлината на Бог Отец. Залезът показва, че ерата, когато Господ се откривал явно на хората, е преминала. Това изявление е единственият документиран случай, в който Фридрих е направил детайлна интерпретация на своя творба.
Фридрих е избран за член на Берлинската академия през 1810 г., след което пруският кронпринц закупува две от картините. Въпреки това през 1816 г. той решава да се дистанцира от пруската власт и през юни същата година кандидатства за саксонско гражданство. Това шокира приятелите му, тъй като по това време саксонското правителство е профренско, а картините на Фридрих дотогава са смятани за патриотични и ясно антифренски. Независимо от това, Фридрих получава не само гражданство, но през 1818 г. и членство в Саксонската академия със заплата от 150 талера. Въпреки че се надява да получи пълна професура, такава никога не му е дадена, тъй като, според Немската информационна библиотека, „се усещало, че картините му са прекалено лични, а гледната му точка - прекалено индивидуалистична, за да служи за плодотворен пример за студентите“. Политиката играе прекалено голяма роля в застоя в неговата кариера: немската тематика в картините му често се сблъсква с преобладаващите профренски настроения по това време.

### Брак
На 21 януари 1818 г. Фридрих се жени за Каролине Бомер, 25-годишна дъщеря на бояджия на дрехи от Дрезден. Двамата имат три деца, първото от които, Ема, се ражда през 1820 г. Съпругата си той рисува в „Жена на прозореца“ (1822), една от серията картини в гръб. Физиологът и художник Карл Густав Карус отбелязва в биографичните си есета, че бракът не оказва сериозно отражение на живота или на личността на Фридрих. Въпреки това в платната му от този период, включително в „Скалите на Рюген“ (нарисувано след медения им месец), се усеща нови чувство на лекота, палетата му е по-светла и се наблюдава намаляване на аскетизма. Човешките фигури се появяват доста често в картините му от този период, в което Сигел вижда отражение на „важността на човешкия живот и още повече на приятелите, която [важност] окупира мислите му все повече и повече и приятелите, съпругата му, и съгражданите му се появяват често в творбите му“.
По това време художникът намира подкрепа от два източника в Русия. През 1820 г. великият княз Николай Павлович, по повеление на съпругата си Александра Фьодоровна, посещава студиото на Фридрих и се завръща в Санкт Петербург със значителен брой негови картини. Това е началото на патронаж, който продължава дълги години. Не след дълго поетът Василий Жуковски, учител на Александър II, се среща с Фридрих през 1821 г. и открива в него сродна душа. Десетилетия наред Жуковски помага на Фридрих като купува негови творби и препоръчва картините му на царското семейство; неговата помощ в края на живота на Фридрих се оказва безценна за болния и беден Фридрих. Жуковски отбелязва, че картините на Фридрих „ни очароват с прецизността си и всяка от тях събужда спомен у нас“.
Фридрих се познава с Филип Ото Рунге, друг водещ немски романтически художник. Той е приятел и с Георг Фридрих Керстинг, който го рисува по време на работа в неукрасеното му студио, както и с норвежкия художник Юхан Дал. Дал е близък с Фридрих през последните му години и изразява опасението си, че за купуващата публика картините на Фридрих са само „интересни“. Докато Жуковски оценява психологическите теми на Фридрих, Дал оценява описателното качество на пейзажите му и казва, че „художници и ценители виждат в изкуството на Фридрих само вид мистика, защото те самите търсят единствено мистиката... Те не виждат вярното и добросъвестно изучаване на природата, което Фридрих представя“.
В тези години Фридрих често скицира паметници и скулптури за мавзолеи, което отразява манията му по смъртта и отвъдния живот; той дори създава дизайни за някои надгробни паметници в дрезденското гробище. Някои от тези творби са изгубени в пожара, унищожил мюнхенския Стъклен палат (1931) и по време на бомбардировките на Дрезден (1945).

### Късен живот и смърт
Репутацията на Фридрих запада стремглаво през последните 15 години от живота му. След като идеите на ранния Романтизъм не са на мода, на художника се гледа като на ексцентричен и меланхоличен характер, вън от времето си. Постепенно патроните му го изоставят. Към 1820 г. той живее като отшелник и е описван от приятелите си като „най-самотния от самотните“. В края на живота си той живее относително бедно, а зависимостта му от даренията от приятели нараства. Изолира се и прекарва дълги периоди от деня и нощта, разхождайки се сам в гори и полета, които разходки често започват преди изгрев.
През юни 1835 г. получава първия си инсулт, който му оставя частична парализа на крайниците и ограничава в огромна степен възможността му да рисува. В резултат от това Фридрих не може да работи с маслени бои и се ограничава до акварел, сепия и преработка на стари композиции. Въпреки че зрението му остава силно, той губи силата в ръцете си. Независимо от всичко той успява да завърши последната от „черните картини“, „Морски бряг на лунна светлина“ (1835 – 36), описана от Вон като „най-мрачната от всичките му крайбрежни, в която богатството на цветната гама компенсира липсата на предишния финес“. Символи на смъртта се появяват в други от произведенията му от този период. Скоро след удара руското царско семейство купува голям брой от ранните му творби, което му позволява да пътува до Теплице, за да се възстановява.
В средата на 30-те години Фридрих започва поредица портрети и се завръща към самонаблюдение в природата. Историкът Уилям Вон пише: „Той се вижда като като силно променен човек. Вече не е изправената, подкрепяща фигура в „Двама души, съзерцаващи Луната“ (1819). Той е стар и схванат... ходи прегърбен“. Към 1838 г. може да работи само в малък формат. Той и семейството му живеят в бедност и са зависими от дарения от приятели.
Когато Фридрих умира в Дрезден на 7 май 1840 г., това е слабо забелязано от артистичната общност. Репутацията и славата му са отслабнали прекомерно. Творбите му са популярни приживе, но не добиват широка популярност. Въпреки че изучаването на пейзажа и подчертаването на духовните измерения на природата са общоприети в съвременното изкуство, творбите на Фридрих са прекалено оригинални и лични, за да бъдат добре разбрани. Към 1838 г. картините му не се купуват и не получават внимание от критиката; романтичното движение се отдалечава от ранния идеализъм, за чието установяване художникът спомага. След смъртта му Карл Густав Карус пише поредица статии, в които отдава дължимото на Фридрих за трансформацията в пейзажното изкуство, която предизвиква. Въпреки това Карус поставя Фридрих строго в границите на неговото време, а не като част от една продължаваща традиция. Само една от картините му е издадена като отпечатък и то в малък тираж.

## Теми
Заедно с Лудвиг Тик и Новалис, Фридрих е в центъра на литературния и художествен живот на Романтизма. Ключов елемент за разбиране на възгледите, отразени в творчеството на Фридрих, е връзката между пейзаж и мистично чувство.
През 1817 г. той се сприятелява с Карл Густав Карус – учен и художник, който публикува „9 писма за рисуването на пейзаж“. Водеща е мисълта, че съзерцанието на величието на природата е върховно естетическо преживяване и мистична нагласа. Изглежда Фридрих има сходни възгледи. В творбите му се повтаря мотивът за човешкото преклонение пред природата, която е Божие проявление.
Фридрих въплъщава в себе си един истински романтик: по-скоро интровертен, стеснителен към света, привързан към природата и религиозен. Картините му се схващат най-вече като меланхолични. Мислите му кръжат често около Настояще, Минало и Бъдеще.
| „             | „Художникът трябва да рисува не само това, което има пред себе си, но и това което вижда в себе си. Ако той не вижда нищо в себе си, той трябва да престане да рисува това, което има пред себе си“. | “ |
| К. Д. Фридрих | |   |

### Пейзажът и възвишеността
Изобразяването на природата по изцяло нов начин е нововъведение на Фридрих. Той изследва не само блажената наслада от красивия пейзаж, каквато е класическата концепция, но гледа на него като на миг на възвишеност, обединение с духовната същност чрез съзерцаване на природата. Фридрих е майстор на трансформацията на пейзажа от обикновен фон в човешка драма, в самостоятелен емоционален обект. В картините на Фридрих често присъства Rűckenfigur (обърнатата фигура) – човек видян в гръб, съзерцаващ природата. Така зрителят е насърчен да се постави на мястото на Rűckenfigur и по този начин да преживее възвишения потенциал на природата, като Фридрих ясно съзнава, че сцената е възприета и идеализирана от зрителя. Фридрих създава идеята за пейзаж, изпълнен с романтично чувство – die romantische Stimmungslandschaft. Творчеството му показва детайлно широк кръг от географски обекти като скалисти брегове, гори и планини. Често използва пейзажа за религиозни теми. По негово време на повечето от известните картини се гледа като на израз на религиозен мистицизъм.
Фридрих казва: „Художникът трябва да рисува не само това, което има пред себе си, но и това което вижда в себе си. Ако той не вижда нищо в себе си, той трябва да престане да рисува това, което има пред себе си. В противен случай картините му ще бъдат като сгъваем параван, зад който човек очаква да види единствено болен или мъртвец“. Просторни небеса, бури, мъгли, гори, руини и кръстове, които свидетелстват за божието присъствие са често срещан елемент в пейзажите на Фридрих. Смъртта също намира символичен израз в лодки, отдалечаващи се от брега – мотивът на Харон – и в тополите. Най-директно тя се вижда в „Абатството в дъбака“ (1808 – 10), в която монаси носят ковчег към гроба пред кръст и през портала на църква в руини.
Той е един от първите художници, които рисуват зимни пейзажи, в които земята е скована и мъртва. Зимните сцени на Фридрих са сериозни и спокойни – според историка Херман Бенкен, Фридрих рисува зимни сцени, в които „човешки крак още не е стъпвал. Темата на почти всички стари зимни картини е повече за животът през зимата, отколкото самата зима. През XVI и XVII век е немислимо да не включиш такива мотиви като група кънкьори, скитник... Фридрих е първият, който показва изцяло обособени и отличителни черти от природния живот. Вместо множество тонове, той търси единственият; така в пейзажите си той подчинява композиционния акорд на една-единствена нота“.
Голи дъбове и пънове, като в „Дървото на гарваните“ (ок. 1822) и „Мъж и жена, съзерцаваща Луната“ (ок. 1833) и „Върба под залязващо слънце“ (ок. 1835), са повтарящи се елементи, символизиращи смъртта, в картините на Фридрих. В противодействие на усещането за отчаяние са символите на изкуплението: кръстът и проясняващото се небе, обещаващи вечен живот и слаба луна, предлагаща надежда и нарастващата близост с Исус. В морските си картини, котви често се появяват на брега, което също е символ на духовна надежда. Немският литературовед Алис Куцниар намира в картините на Фридрих темпорално представяне на минаването на времето, което е рядко използвано в изобразителните изкуства. Например в „Абатството в дъбака“ придвижването на монасите от гроба към кръста и хоризонта носи посланието на Фридрих, че последното място на човека е отвъд гроба.
Нарастващият песимизъм в късните години на Фридрих водят до нарастване на значението на два от важните и постоянни елементи в пейзажите му – изгревът и залезът. Творбите му стават по-мрачни, откриващи страховита монументалност. „Море от лед“ (1823 – 24; наричана и „Крушението на надеждата“ и „Полярно море“) вероятно най-добре обобщава идеите и целите на Фридрих на този етап. Това обаче става по такъв радикален начин, че картината не получава добър прием. Завършена през 1824 г., тя показва мрачна тема – корабокрушение в ледовития океан; „изображението, което той създава, с остри плочи от подобни на травертин ледени късове, разкъсващи дървен кораб, отива отвъд документирането в алегорията: крехката барка на човешкия живот е смазана от необхватното и смразяващото световното безразличие“.
Писаните от Фридрих коментари за естетиката се ограничават до колекция афоризми от 1830 г., в които той обяснява нуждата на твореца за съвпадение между наблюдаваното в природата и вътрешния поглед на личността. Най-известната му бележка съветва художника да „затвори телесното си око, за да види картината първо с духовното си око. Тогава освети с дневна светлина това, което си видял в мрака, за да може то да реагира на другите навътре отвън“. Той отхвърля прекомерното изобразяване на природата в нейната „цялост“, както е направено това в творбите на негови съвременници като Адриан Лудвиг Рихтер и Йозеф Антон Кох.

### Самотата и смъртта
Животът и изкуството на Фридрих са белязани от чувство на самота. Това става очевидно в късните му творби, когато приятели, членове на семейството му и приятели романтици се отчуждават от него или умират.
Историците и някои от съвременниците му приписват меланхолията в творчеството му на загубите, които Фридрих претърпява през младежките си години, и на мрачните перспективи в зрялата му възраст. Бледият му вид и уединеността му помагат за затвърждаване на мнението, че Фридрих е „необщителен мъж от севера“.
Фридрих има депресивни периоди през 1799, 1803 – 05, ок. 1813, 1816 и между 1824 и 1826 г. Има забележими тематични промени в картините му от тези периоди, в които нараства използването на мотиви, като лешояди, бухали, гробища и руини. След 1826 г. тези мотиви стават постоянни, а употребата на цветове се насочва към тъмната гама и заглушаването. Карус пише през 1829 г., че Фридрих „е обграден от дебел, мрачен облак от душевна несигурност“. През 2004 г. психиатърът Карстен Щпитцер пише, че според него Фридрих е страдал от хронична мудност, суицидни наклонности и това, което самият художник описва като „ужасяваща угриженост“.

### Немски фолклор
Мотивите от немския фолклор нарастват в творчеството на Фридрих в периода, когато Франция окупира Померания през 1813 г. Антифренският германски националист Фридрих използва мотиви от местния пейзаж за възхвала на немската култура, обичаи и митология. Той е впечатлен от анти-наполеоновата поезия на Ернст Мориц Арнт и Теодор Кьонер и от патриотичната литература на Адам Мюлер и Хайнрих фон Клайст. Повлиян от смъртта на трима от приятелите си във войната срещу Франция и от драмата на Клайст „Битката на Херман“ (Die Hermannsschlacht, 1808), Фридрих започва поредица картини, в които възнамерява да включи политически символи единствено чрез средствата на пейзажа. Това е първият подобен опит в историята на изкуството.
В „Гробове на старите герои“ (1812) той изобразява порутен монумент с надпис „Арминий“ (препращащ към немския вожд), символ на национализъм, близо до четири гробници на паднали герои, които са леко открехнати, освобождавайки духовете им във вечността. Две малки фигури на френски войници са поставени пред пещерата, която сякаш ги обгръща и ги отдалечава от Рая. Друга политическа картина, „Гора с френски драгуни и гарван“ (ок. 1813), показва изгубен френски войник, потиснат от гъстата гора, а в близост до него гарван е кацнал на пън – поличба за гибелта, символизираща очакваното поражение на Франция.

## Наследство

### Влияние
Фридрих е един от многото романтични художници, спомогнали за това пейзажната живопис да се нареди сред водещите жанрове в западното изкуство. Сред съвременниците си, стилът на Фридрих оказва най-голямо влияние върху Юхан Дал. От по-късните поколения, Арнолд Бьоклин е силно повлиян от него. Постоянното присъствие на Фридрих в руските колекции повлиява много руски художници, сред които Архип Куинджи и Иван Шишкин. Духовността на Фридрих изпреварва американските художници, като Албърт Райдър, Ралф Албърт Блейклок, художниците от Хъдсън ривър и американските луминисти.
В края на XX век Фридрих е преоткрит от норвежкия историк Андреас Ауберт, чийто текстове дават тласък на модерното изучаване на Фридрих. Символистите също оценяват мечтателните и алегоричните му пейзажи. Норвежкият символист Едвард Мунк вижда творби на Фридрих в Берлин през 80-те години на XIX век. „Самотните“ (1899) на Мунк е далечен отглас от обърнатата фигура на Фридрих, въпреки че при Мунк фокусът е преместен от пейзажа към чувството за изолация между двете меланхолични фигури на преден план.
Пейзажите на Фридрих оказват силно влияние върху работата на Макс Ернст и като резултат от това други сюрреалисти започват да гледат на Фридрих като на предвестник на тяхното движение. През 1934 г. белгийският художник Рене Магрит отдава дължимото на Фридрих в картината си „Човешко състояние“, която направо заема мотиви от творчеството на Фридрих като въпросите за възприятие и ролята на зрителя. Няколко години по-късно сюрреалистичното списание „Минотаур“ публикува статия за Фридрих от критика Мари Ландсбергер, с която запознава голям кръг артисти с неговото творчество. Влиянието на „Море от лед“ е очевидно в „Мъртво море“ (1940 – 41) на Пол Неш, горещ почитател на Ернст. Творчеството на Фридрих е описано като вдъхновяващо от Марк Ротко, Герхард Рихтер и Анселм Кифер. Романтичните картини на Фридрих са сред откроените от Самюъл Бекет, който гледайки „Мъж и жена, съзерцаващи Луната“ казва „знаеш ли, това беше източникът на В очакване на Годо“.
В своята статия от 1961 г. „Абстрактното възвишено“, историкът Робърт Розенблум прави сравнение между романтичните пейзажи на Фридрих и Търнър и абстрактния експресионизъм на Марк Ротко. По-конкретно Розенблум описва „Монахът край морето“ (1809) на Розенблум, „Вечерна звезда“ на Търнър и „Светлина, земя и тъга“ (1954) на Ротко като разкриващи афинитет към гледката и чувството. Според Розенблум, „Ротко, като Фридрих и Търнър, ни поставя на прага на тези безформени безкрайности, обсъждани от естетите на възвишеното. Малкият монах на Фридрих и рибарят на Търнър създават трогателен контраст между безкрайната необятност на пантеистичния бог и безкрайната незначителност на неговите създания. В абстрактния език на Ротко такъв детайл – мост на съпричастност между истинския наблюдател и представянето на трансценденталния пейзаж – вече не е необходим; самите ние сме монахът пред морето, мълчалив и замислен пред тези огромни и беззвучни картини, сякаш гледаме залез или лунна нощ“.

### Критика
До 1890 г. и особено след смъртта на приятелите му, творчеството на Фридрих е почти забравено за десетилетия. Въпреки това към 1890 г. символизмът в картините му съвпада с артистичното настроение на деня, особено това в Централна Европа. Въпреки възродения интерес и признание на оригиналността му, неговата липса на „рисувателен ефект“ и тънка повърхност се сблъсква с водещите теории на този период.
| „             | Не съм толкова слаб, че да се подчинявам на изискванията на възрастта, когато те са против убежденията ми. Сплитам пашкул около себе си; нека останалите сторят същото. Оставям на времето да покаже какъв ще е резултатът: прекрасна пеперуда или личинка. | “ |
| К. Д. Фридрих | |   |

През 30-те години на XX век картините на Фридрих са използвани за популяризиране на нацистката идеология, която се опитва да напасне романтичния художник в националистическата идеология „Кръв и почва“. Нужни са десетилетия, за да се възстанови репутацията на Фридрих от асоциирането му с нацистите. Употребата на символи и фактът, че творбите му попадат извън дефинициите на модернизма, допринася за загубата на популярност. През 1949 г. историкът Кенет Кларк пише, че Фридрих „работи във фригидната техника на своето време, която трудно може да вдъхнови модерна художествена школа“ и предполага, че художникът се е опитал да изрази в картина това, което е по-добре да бъде оставено на поезията. Това отхвърляне на Фридрих нанася на репутацията му вреда, подобна на вредите, нанесени в края на 30-те.
Репутацията му страда и от това, че визията му е възприета от много холивудски режисьори на хорър и фентъзи филми, като Уолт Дисни, Фриц Ланг и Фридрих Мурнау. Реабилитацията му е бавна, но се насърчава от съчиненията на критици и преподаватели като Вернер Хофман, Хелмут Бюрш-Супран и Зигрид Хинз, които успешно отхвърлят и оборват политическия подтекст, приписван на творчеството му и го поставят в изцяло художествено-исторически контекст. През 70-те Фридрих отново е излаган в големи галерии по целия свят и намира прием от новото поколение критици и историци.
Международната му репутация вече е затвърдена. Той е национална икона в Германия и високо ценен от историци и ценители на запад. На него се гледа като на фигура с изключително сложна психология и според Вон, Фридрих е „вярващ, който се бори със съмнението, служител на красотата, гонен от мрака. В края той надхвърля интерпретацията и ограниченията на културата чрез завладяващата привлекателност на художествените си образи. Наистина той изниква като пеперуда – да се надяваме такава, каквато никога повече няма да изчезне от погледа ни“.

## Галерия
Фридрих е плодотворен художник, който създава над 500 творби. В тон с романтичните идеали от неговото време, той е възнамерявал картините му да бъдат изцяло естетични изявления и поради това той внимава изключително много заглавията, които им дава да не бъдат прекалено описателни или емоционални. Вероятно някои от днешните по-буквални заглавия, като „Етапите на живота“, не са дадени от художника, а са възприети при някое от възражданията на интереса към неговото творчество. Срещат се трудности при датиране на произведенията на Фридрих, отчасти поради това, че той често не посочва име или дата на платното. Фридрих е водел прецизен дневник на произведенията си, който е използван от изследователите му за датиране на картините.
- „Гробове на старите герои“ (1812), 49.5 x 70.5 cm, Салон на изкуствата (Хамбург). Изобразени са порутен паметник с надпис „Арминий“ и четири гробници на паднали герои, които са леко открехнати, освобождавайки духовете им във вечността. Две малки фигури на френски войници са поставени пред пещерата, която сякаш ги обгръща и ги отдалечава от Рая.
- „Кръстът край Балтийско море“ (1815), 45 × 33.5 cm, Шарлотенбург, Берлин. Тази картина бележи отдалечаването на Фридрих от картини на дневна светлина и завръщането му към нощните сцени, полумрака и по-горчивите сцени.
- „Странник над море от мъгла“ (1818), 94.8 × 74.8 cm, Салон на изкуствата (Хамбург). За този добре известен романтичен шедьовър писателят Джон Луис Гадис пише, че оставя противоречиво впечатление, „предлагайки от една страна майсторство на пейзажа, а от друга незначителност на индивида в него. Не виждаме лице и затова е невъзможно да знаем дали гледката пред младежа е вълнуваща или ужасяваща, или и двете“.
- „Изгрев над морето“ (1822), 55 × 71 cm, Старата национална галерия, Берлин. В началото на 1820-те в картините на Фридрих все по-често се появяват човешки фигури. За този период Линди Сигел пише: „важността на човешкия живот и още повече на приятелите завладява мислите му все повече и повече и приятелите, съпругата му, и съгражданите му се появяват често в творбите му“.
- „Входът на гробището“ (1825), Галерия на старите майстори, Дрезден
- „Гробище под снега“ (1826), 31 × 25 cm, Музей на изящните изкуства (Лайпциг). Фридрих скицира паметници и скулптури на мавзолеи, което отразява манията му по смъртта и отвъдния живот. Той създава дизайна на няколко гробници в дрезденското гробище.
- „Дъб в снега“ (1829), 71 × 48 cm, Старата национална галерия, Берлин. Фридрих е един от първите, които рисуват зимния пейзаж като скован и мъртъв. Зимните му сцени са сериозни и спокойни – според историка Херман Бенкен, Фридрих рисува зимни пейзажи, в които „още не е стъпвал човешки крак“.
- „Етапите на живота“ (1835), Музей на изящните изкуства (Лайпциг). Това е размишление за тленността на художника. Изобразени са пет кораба на различно разстояние от брега, а предният план показва петима души на различни етапи от живота им.
- „Гигантските планини“ (1830 – 35), 72 × 102 cm, Музей „Ермитаж“, Санкт Петербург. Фридрих изследва не само блажената наслада от красивия пейзаж, каквато е класическата концепция, но гледа на него като на миг на възвишеност, единение с духовната същност чрез съзерцаване на природата.
- „Бряг на лунна светлина“ (1835 – 36), 134 × 169 cm, Салон на изкуствата (Хамбург). Последната от „черните картини“ на Фридрих е описана от Вон като „най-мрачната от всичките му крайбрежни, в която богатството на цветната гама компенсира липсата на предишния финес“.
- „Грейфсвалд на лунна светлина“ (1816 – 17), Национална галерия на Норвегия, Осло
- „Нойбранденбург в утринна мъгла“ (ок. 1816 – 17)
- „Руините на Елдена, близо до Грейфсвалд“ (1824 – 25), Старата национална галерия